# KV34
KV34 i Konungarnas dal utanför Luxor i Egypten var begravningsplats för farao Thutmosis III under Egyptens artonde dynasti.
Graven är uthuggen i en berget över en klippa i längst söder ut i slutet av huvudwadin i dalen mellan KV42 och KV37. Gravkammaren är dekorerad i en, för Konungarnas dal, ovanlig stil med scener från Litany of Re och Amduat. Thutmosis III:s mumie flyttades senare till TT320 vid Deir el-Bahri. KV34 hittades 1898 av Victor Loret.